# Epsilon (coet)

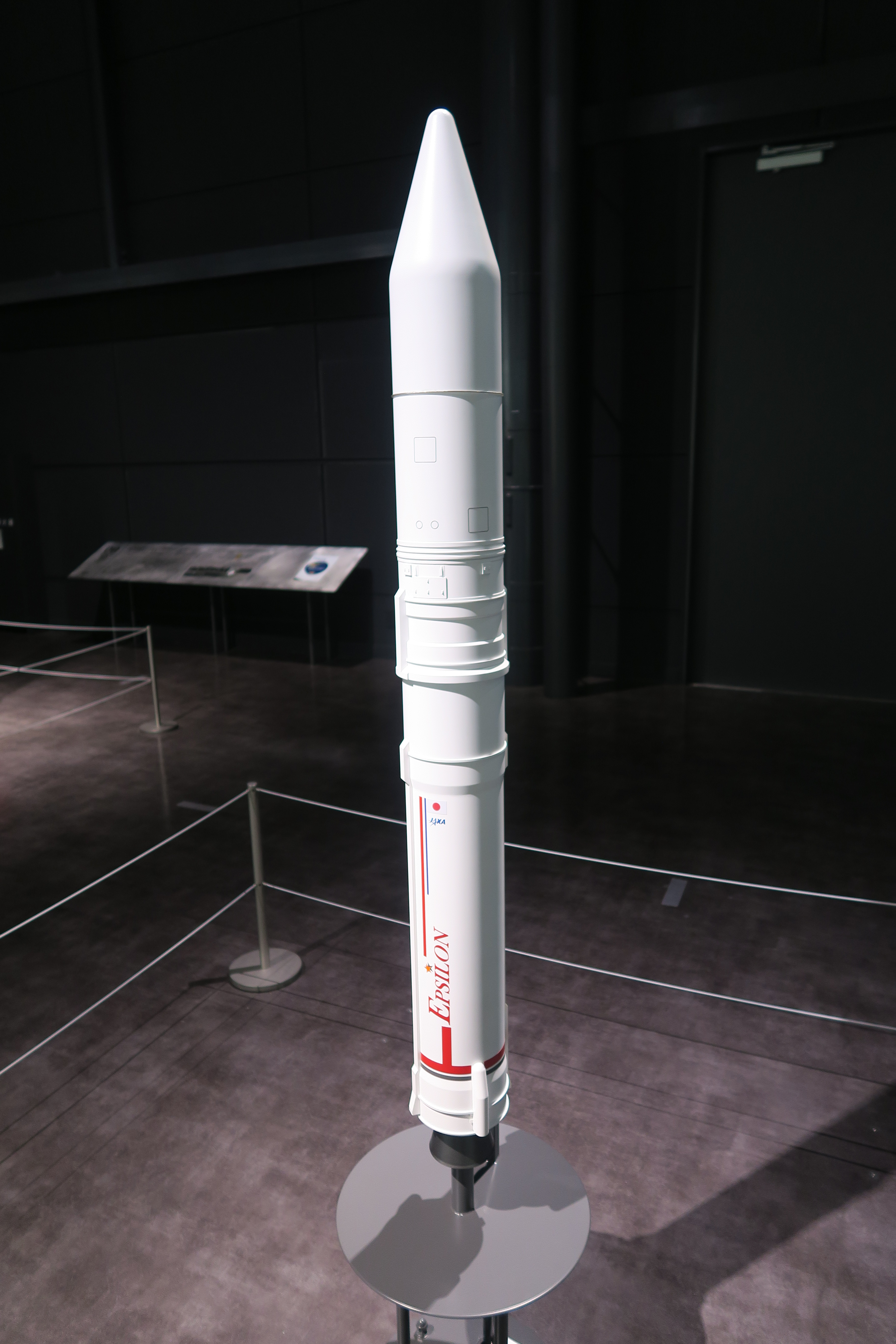
Maqueta del Vehicle de Llançament Epsilon.

El Vehicle de Llançament Epsilon o Coet Epsilon Ipushiron roketto (イプシロンロケット) és un coet japonès de combustible sòlid dissenyat per a posar en òrbita satèl·lits científics. Té capacitat per a col·locar fins a 590 kg de càrrega a en òrbita heliosíncrona. Aquests coets són llançats des del Centre Espacial d'Uchinoura, al sud de l'illa de Kyūshū.

## Desenvolupament
L'Agència Japonesa d'Exploració Aeroespacial (JAXA) va començar el desenvolupament de l'Epsilon el 2007 amb l'objectiu de reduir els elevats costos del coet M-V. Un llançament amb el coet Epsilon té un cost de38 milions de dòlars, entorn a la meitat del coet M-V.
Per tal de reduir costos s'empren elements comuns amb altres vehicles de llançament en producció. Així el primer tram de l'Epsilon es basa en els accelerados de combustible sòlid SRB-A3, emprats en els coets H-IIA i H-IIB. Els trams superiors són comuns amb els ja emprats en el coet M-V. La mateixa concepció ja s'havia utilitzat amb el coet J-1, desenvolupat al Japó a al dècada del 1990, utilitzatnt els coets acceleradors de l'H-II.